# 鄭紘
鄭紘（1418年—1477年），字士冕，四川成都府簡縣人，竈籍，治《書經》，年三十四歲中式景泰二年辛未科第三甲第五十六名進士。八月初一日生，行一，曾祖鄭元益；祖鄭朝傑；父鄭宗仁；母彭氏。具慶下，妻丘氏，弟綱。由府學生中式四川鄉試第十四名舉人，會試中式第一百三十八名。